# اونترفورینگ
اونترفورینگ (به آلمانی: Unterföhring) یک شهر در آلمان است که در منطقه مونیخ واقع شده‌است.

## خصوصیات
اونترفورینگ ۱۲٫۸۰ کیلومترمربع مساحت دارد  ۵۰۸ متر بالاتر از سطح دریا واقع شده‌است.

## خواهرخوانده
شهرهای تارچنتو و Kamsdorf خواهرخوانده‌های اونترفورینگ هستند.